# Diego Antonio de León y González de Canales
Diego Antonio de León y González de Canales, Díaz-Carrasco y Lara (Córdoba, 26 de junio de 1755 — 29 de junio de 1838), primer marqués de las Atalayuelas, Caballero de la Orden de Calatrava y de la Orden de Carlos III, Brigadier de los Reales Ejércitos, Coronel del Regimiento de Bujalance.

## Biografía

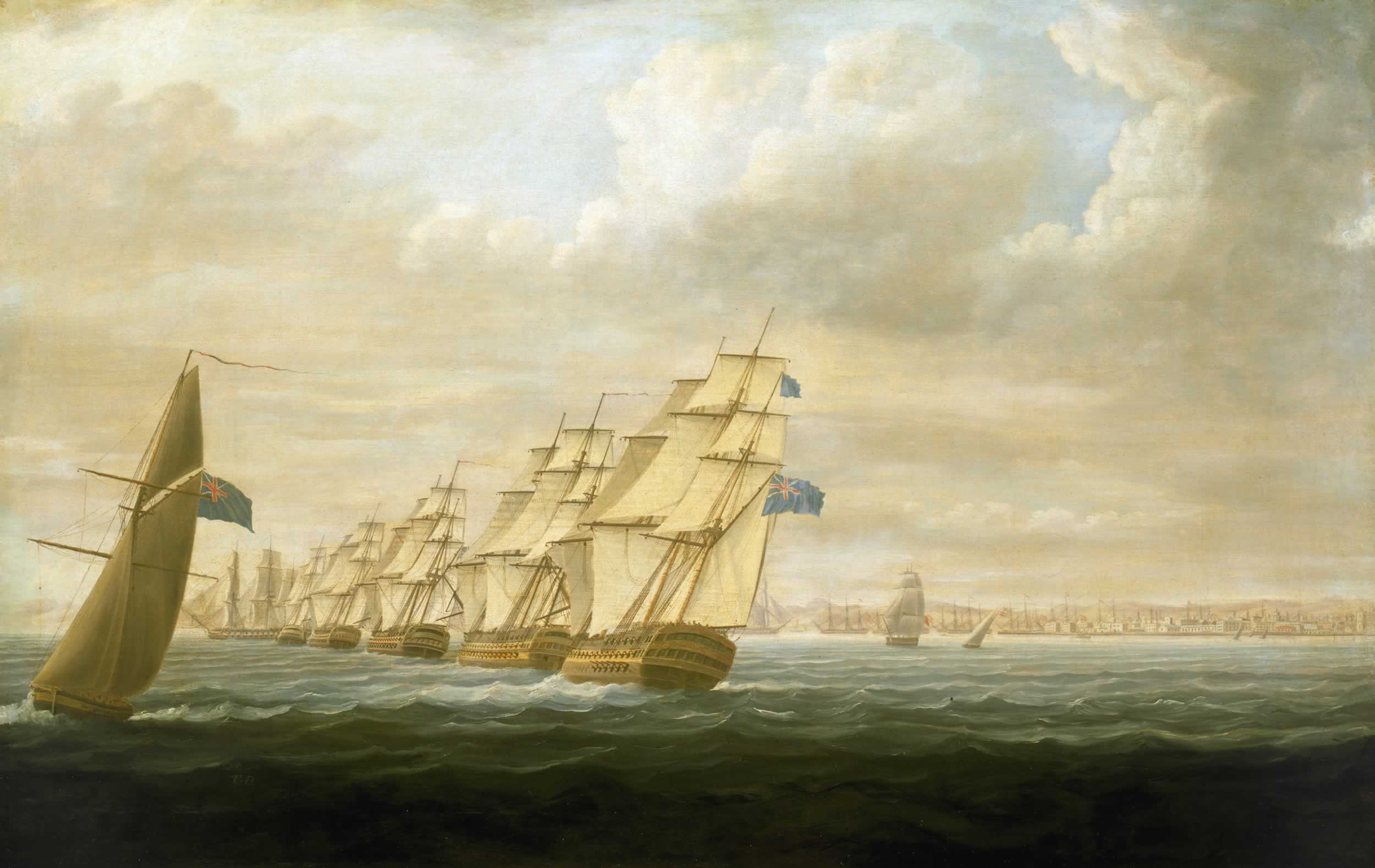
Diego Antonio de León y González de Canales destacó en la defensa de Cádiz contra el bombardeo perpetrado por los ingleses en 1797. (Cuadro: La escuadra de Nelson frente a Cádiz, por Thomas Buttersworth.)

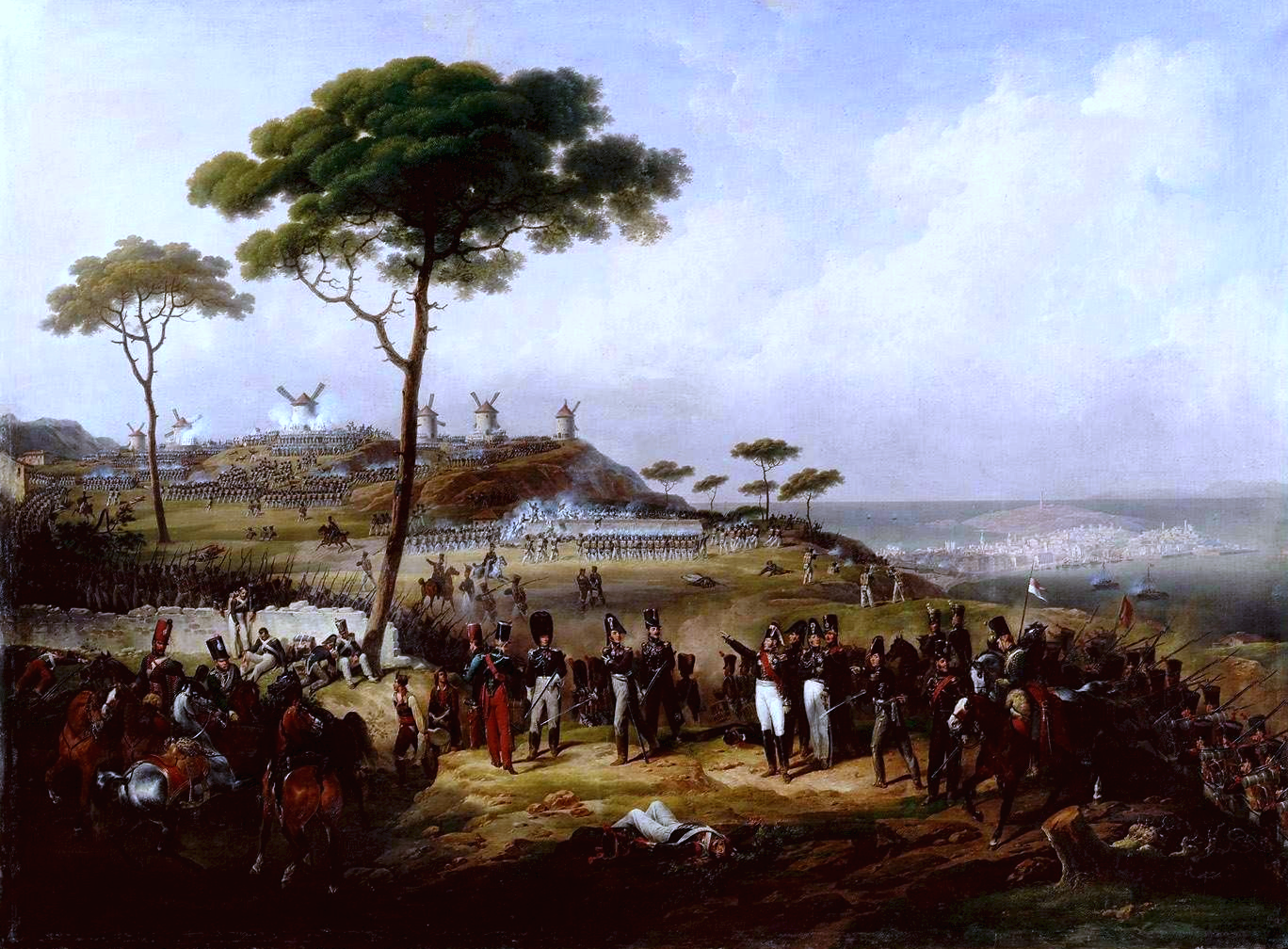
Prestó servicios destacados al contingente francés conocido como Los Cien Mil Hijos de San Luis, por lo que el rey Luis XVIII de Francia le distinguió con la "Flor de Lis de la casa de Borbón" (1824).

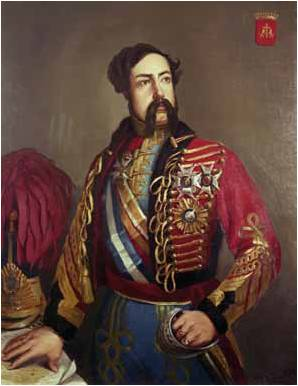
Fue el padre de Diego de León y Navarrete (1807-1841), I conde de Belascoaín, militar cristino en la Primera Guerra Carlista, fue fusilado por Baldomero Espartero después de la insurrección de 1841 en defensa de la regente María Cristina.

Siendo coronel del regimiento Bujalance, se significó en la defensa de Cádiz contra los bombardeos perpetrados por los ingleses de 1797, por cuyos méritos le fue concedido el Marquesado de las Atalayuelas por el rey Carlos IV el 7 de marzo de 1797.
Participó también en la Guerra de la Independencia contra el invasor napoleónico, destacando en la batalla de Bailén de 1808, donde lucho con valentía: Muerto su caballo, y herido él mismo en el muslo izquierdo, no se acorbadó por ello y continuó al mando hasta el fin de la batalla.
Prestó servicios destacados al contingente francés conocido como Los Cien Mil Hijos de San Luis, contingente francés que combatió en España en 1823 en defensa del modelo absolutista por el que abogaba Fernando VII de España, poniendo fin al Trienio Liberal. Por estos servicios, el rey Luis XVIII de Francia le distinguió con la "Flor de Lis de la casa de Borbón", el 21 de julio de 1824. Fue nombrado gobernador militar de Cuenca en 1809.
Fue padre del también militar Diego de León y Navarrete (1807-1841), militar cristino que se distinguió en la Primera Guerra Carlista a favor de la infanta Isabel II, destacando en la batalla de Belascoaín de 1838, en cuyo honor recibió el Condado de Belascoaín. Participó en el pronunciamiento militar contra Espartero que debía restablecer la regencia de María Cristina; pronunciamiento que fracasó, siendo Diego de León y Navarrete fusilado el 15 de octubre de 1841.